# Austridotea lacustris
Austridotea lacustris là một loài chân đều trong họ Idoteidae. Loài này được Thomson miêu tả khoa học năm 1879.